# Capital da Coreia
A Coreia teve diversas capitais ao longo das épocas. Atualmente a península está dividida em dois países: Coreia do Norte, cuja capital é Pyongyang, e Coreia do Sul, cuja capital é Seul.

## Durante Gojoseon
Gojoseon:
- Desconhecido
- Pyongyang — segunda capital (pós-400 a.C.)

## Durante os Três Reinos da Coreia
- Jolbon — primeira capital de Goguryeo
- Cidade de Gungnae — segunda capital de Goguryeo
- Pyongyang — terceira capital de Goguryeo
- Wiryeseong — primeira capital de Baekje
- Ungjin — segunda capital de Baekje
- Sabi — terceira capital de Baekje
- Gyeongju — capital de Silla[1]

## Durante o Período dos Estados do Norte e do Sul
Período dos Estados do Norte e do Sul:
- Gyeongju — capital de Silla
- Montanha Dongmo — primeira capital de Balhae
- Junggyeong — segunda capital de Balhae
- Sanggyeong — terceira capital de Balhae

## Durante os Três Reinos Posteriores
Três Reinos Posteriores:
- Gyeongju — capital de Silla
- Wansanju (moderna Jeonju) — capital de Hubaekje
- Songak (moderna Kaesong) — primeira capital de Taebong
- Cheorwon (moderno condado de Cheorwon) — segunda capital de Taebong

## Durante Goryeo
Goryeo
- Gaegyeong (moderda Kaesong)

## Durante Joseon e Império Coreano
Joseon e Império Coreano
- Hanseong (Seul)

## Capitais modernas
- Seoul — capital da Coreia do Sul oficialmente República da Coreia (ROK)
- Pyongyang — capital da Coreia do Norte oficialmente República Popular Democrática da Coreia (DPRK)